# Liste der Naturdenkmale im Landkreis Potsdam-Mittelmark
Die Liste der Naturdenkmale im Landkreis Potsdam-Mittelmark nennt die Listen der in den Ämtern, Städten und Gemeinden im Landkreis Potsdam-Mittelmark in Brandenburg gelegenen Naturdenkmale.

## Naturdenkmallisten
| Amt/Stadt/Gemeinde  | Liste                                          |
| ------------------- | ---------------------------------------------- |
| Amt Beetzsee        | Liste der Naturdenkmale im Amt Beetzsee        |
| Amt Brück           | Liste der Naturdenkmale im Amt Brück           |
| Amt Niemegk         | Liste der Naturdenkmale im Amt Niemegk         |
| Amt Wusterwitz      | Liste der Naturdenkmale im Amt Wusterwitz      |
| Ziesar              | Liste der Naturdenkmale im Amt Ziesar          |
| Bad Belzig          | Liste der Naturdenkmale in Bad Belzig          |
| Beelitz             | Liste der Naturdenkmale in Beelitz             |
| Groß Kreutz (Havel) | Liste der Naturdenkmale in Groß Kreutz (Havel) |
| Kleinmachnow        | Liste der Naturdenkmale in Kleinmachnow        |
| Kloster Lehnin      | Liste der Naturdenkmale in Kloster Lehnin      |
| Michendorf          | Liste der Naturdenkmale in Michendorf          |
| Nuthetal            | Liste der Naturdenkmale in Nuthetal            |
| Schwielowsee        | Liste der Naturdenkmale in Schwielowsee        |
| Seddiner See        | Liste der Naturdenkmale in Seddiner See        |
| Stahnsdorf          | Liste der Naturdenkmale in Stahnsdorf          |
| Teltow              | Liste der Naturdenkmale in Teltow              |
| Treuenbrietzen      | Liste der Naturdenkmale in Treuenbrietzen      |
| Werder (Havel)      | Liste der Naturdenkmale in Werder (Havel)      |
| Wiesenburg/Mark     | Liste der Naturdenkmale in Wiesenburg/Mark     |